# ۱۴ایکس
۱۴ایکس (به انگلیسی: 14X) هواپیمایی محصول کارخانهٔ نیروی هوایی برزیل در کشور برزیل است . نخستین استفاده‌کنندهٔ این هواپیما برزیل بوده‌است.